# Шугар Гроув (Вирџинија)
Шугар Гроув (енгл. Sugar Grove) насељено је место без административног статуса у америчкој савезној држави Вирџинија.

## Демографија
По попису из 2010. године број становника је 758, што је 17 (2,3%) становника више него 2000. године.
| Група             | 2000.       | 2010.       |
| Белци             | 688 (92,8%) | 716 (94,5%) |
| Афроамериканци    | 37 (5,0%)   | 16 (2,1%)   |
| Азијати           | 0 (0,0%)    | 1 (0,1%)    |
| Хиспаноамериканци | 6 (0,8%)    | 8 (1,1%)    |
| Укупно            | 741         | 758         |